# Cnemidophorus flavissimus
Cnemidophorus flavissimus — вид ящірок родини теїдових (Teiidae). Ендемік Венесуели.

## Поширення і екологія
Cnemidophorus flavissimus мешкають на островах Лос-Тестігос і Лос-Фраїлес в Карибському морі. Вони живуть в сухих колючих чагарниках.

## Збереження
МСОП класифікує стан збереження цього виду як близький до загрозливого. Cnemidophorus flavissimus загрожує знищення природного середовища.